# Olešnice (powiat Hradec Králové)
Olešnice – gmina w Czechach, w powiecie Hradec Králové, w kraju hradeckim. Według danych z dnia 1 stycznia 2014 liczyła 333 mieszkańców.